# Lepadella koniari
Lepadella koniari är en hjuldjursart som beskrevs av Bartoš 1955. Lepadella koniari ingår i släktet Lepadella och familjen Lepadellidae. Inga underarter finns listade i Catalogue of Life.